# Étienne Didot
Étienne Didot (Paimpol, 24 juli 1983) is een Frans voetballer die bij voorkeur als centrale middenvelder speelt.

## Clubcarrière

### Stade Rennais
Didot begon met voetballen bij Stade Paimpolais, de club uit zijn geboortedorp Paimpol. In 1997 trok hij naar het befaamde centre de formation van Stade Rennais. Hij werd bij het eerste elftal gehaald tijdens de winterstop in het seizoen 2001-2002. Hij maakte zijn profdebuut in de Coupe de la Ligue tegen AC Le Havre. Vier dagen later maakte hij zijn competitiedebuut tegen Paris Saint-Germain. Twee jaar later scoorde hij zijn eerste doelpunt voor Stade Rennais tegen RC Straatsburg. De club eindigde gedurende het seizoen 2004-2005 als 4e en slaagde erin om zich voor het eerst in de historie van de club zich te kwalificeren voor de UEFA Cup. Na het vertrek van Olivier Monterrubio naar RC Lens in 2007, werd Didot aangeduid als nieuwe aanvoerder. In augustus 2007 zat hij in de preselectie van het Frans voetbalelftal.

### Toulouse
Op 18 juni 2008 werd bekend dat Didot naar Toulouse zou vertrekken. De Zuid-Franse club legde een bedrag van 3 miljoen euro op tafel voor de toen 24-jarige middenvelder. Hij debuteerde op de openingspeeldag van het nieuwe seizoen tegen landskampioen Olympique Lyon. Toulouse verloor die wedstrijd met 0-3 maar zette een ongeslagen reeks neer in de volgende zeven wedstrijden. Toulouse eindigde als 5e gedurende het seizoen 2008-2009.

## Interlandcarrière
Didot kwam uit voor alle Franse jeugdelftallen vanaf de -15. Hij speelde 16 wedstrijden voor Frankrijk -21. In augustus 2007 zat hij samen met 40 andere spelers in een pre-selectie voor het Frans voetbalelftal. Uiteindelijk viel hij af.
1 Johnsson ·
2 Ikoko ·
4 Koita ·
5 Rebocho ·
6 Phiri ·
7 Blas ·
8 Deaux ·
10 Benezet ·
11 Thuram ·
12 Ngbakoto ·
14 Julan ·
15 Sorbon ·
16 Caillard ·
18 Fofana ·
20 Eboa Eboa ·
22 Didot ·
23 Rodelin ·
24 Coco ·
25 Traoré ·
26 Roux ·
27 Tabanou ·
29 Kerbrat  ·
30 Petrić ·
Coach: Gourvennec